# Lucien Finel
Lucien Finel, né Lolek Finkelstein le 4 mai 1928 à Varsovie et mort le 24 mai 2013 à Paris, est un résistant, journaliste et homme politique français. Membre de l'Union pour la démocratie française, il est maire du 4e arrondissement de Paris de 1997 à 2001,.

## Distinctions
- Commandeur de l'ordre du Mono (1987)[3]